# Feddea
Feddea é um género botânico pertencente à família Asteraceae.